# Rosto (Gibraltar)
Rosto é um prato tradicional da culinária de Gibraltar composto por macarrão (ou penne) cozido, servido com um molho à base de carne de porco. O molho inclui cebola e alho refogados, a que se juntam pedaços de cenoura e de carne de porco; quando a carne estiver cozida, junta-se massa de tomate, sal, pimenta, uma pitada de açúcar e orégão. Serve-se com queijo ralado, tradicionalmente o edam (holandês). 